# Joan Vilana Díaz
Joan Vilana Díaz (* 29. Juni 1977 in Andorra la Vella) ist ein andorranischer Skibergsteiger.
Vilana begann 2000 mit dem Skibergsteigen und nahm mit der Teilnahme an der Trofeu CTP Boí Taüll im Jahr 2003 erstmals an einem Wettkampf in dieser Sportart teil.

## Erfolge
- 2004: 8. Platz bei der Weltmeisterschaft Skibergsteigen Staffel (mit Manel Pelegrina Lopez, Xavier Capdevila Romero und Toni Casals Rueda)

- 2005: 7. Platz bei der Europameisterschaft Skibergsteigen Staffel (mit Toni Casals Rueda, Xavier Comas Guixé und Xavier Capdevila Romero)

- 2006: 8. Platz bei der Weltmeisterschaft Skibergsteigen Staffel (mit  Toni Casals Rueda, Xavier Capdevila Romero und Joan Albos Cavaliere)

- 2008: 
  - 1. Platz bei der Open Font Blanca mit Toni Casals Rueda
  - 8. Platz bei der Weltmeisterschaft Skibergsteigen Staffel (mit Xavier Comas Guixé, Xavier Capdevila Romero und Joan Albos Cavaliere)